# Marie Colombe Białecka
Marie Colombe Białecka (Jaśniszcze, 23 août 1838 - Wielowieś, 18 mars 1887) est une religieuse catholique polonaise, fondatrice des sœurs de Saint Dominique de Cracovie et reconnue vénérable par l'Église catholique.

## Biographie
Rose Białecka naît le 23 août 1838 à Jaśniszcze en Galicie (maintenant en Ukraine) dans une famille noble et très croyante. Elle reçoit sa première instruction à domicile puis chez les sœurs du Sacré-Cœur de Jésus de Lviv. Le 2 juillet 1856, après s'être entretenu avec le maître de l'ordre des Prêcheurs, le Père Vincent Jandel à Pidkamin, elle décide de rejoindre les  dominicaines du Tiers-Ordre enseignant de Nancy dans le but de créer une congrégation similaire en Pologne. Elle entre au monastère de Nancy le 11 juin 1857, fait profession religieuse le 30 avril 1858 avec le nom religieux de Marie Colombe et prononce ses vœux religieux le 30 avril de l'année suivante.
Elle retourne dans son pays en 1859 et vit chez les bénédictines de Przemyśl en attendant la traduction en polonais des constitutions religieuses des dominicaines du Tiers-ordre enseignant de Nancy. Le 30 mai 1861, elle commence la vie commune avec deux aspirantes à Wielowieś, près du couvent des dominicains de Tarnobrzeg, lieu de pèlerinage à la Vierge. En 1867, Mgr Manastyrski (pl), évêque de Przemyśl, érige canoniquement la congrégation en institut religieux de droit diocésain avec Marie Colombe comme supérieure générale. Elle continue les fondations de couvent puis se rend à Rome pour obtenir l'approbation pontificale de sa congrégation où elle rencontre Pierre Semenenko, lui aussi polonais et fondateur de la congrégation de la Résurrection. 
Au cours des dernières années de sa vie, Mère Marie Colombe a beaucoup de difficultés à poursuivre l’œuvre, elle pense même à fusionner son institut avec le second ordre de Saint Dominique. Elle meurt de tuberculose le 18 mars 1887 dans la maison-mère de l'institut.

## Culte
La cause de béatification de Marie Colombe Białecka est introduite dans l'archidiocèse de Przemyśl le 3 novembre 1988 par Mgr Ignacy Marcin Tokarczuk. Elle est reconnue vénérable le 20 décembre 2004 par Jean-Paul II. 